# Carrier (Oklahoma)
Carrier – miasto w Stanach Zjednoczonych, w stanie Oklahoma, w hrabstwie Garfield.